# Den danske ejendomsmarkedskorrektion 2007
Den danske ejendomsmarkeds-korrektion 2007 er betegnelsen for den korrektion på det danske ejendomsmarked, som begyndte i andet kvartal af 2007. I 2008 faldt priserne på parcel- og rækkehuse med 7,8 pct. i årets fjerde kvartal sammenlignet med samme periode året før, mens ejerlejlighederne har mistede 11,5 pct. i værdi. Boligkøbere lægger ofte 5 pct. af købsprisen som udbetaling til en bolig.[kilde mangler] Priserne skal derfor blot falde mere end 5 pct., fra købstidspunktet før husets gæld overstiger værdien og en boligejer dermed er teknisk insolvent. Midt i 2009 var faldet godt 15 pct., og de økonomiske vismænd venter at boligpriserne i alt skal falde 30 pct. siden toppunktet i 2007.

## Sammenlignet med andre lande
Det danske ejendomsmarked blev hårdere ramt end tilsvarende markeder i lande, som Danmark normalt sammenlignes med. F.eks har Sverige og Tyskland ikke oplevet nogen nævneværdig korrektion, for de havde slet ingen boligboble i årene forud. Som medvirkende årsag til husprisernes himmelflugt i Danmark nævnes ofte indførelsen af de afdragsfrie lån i 2003. Professor i økonomi og overvismand Peter Birch Sørensen fremhæver tillige skattestoppet, der fastfrøs ejendomsværdiskatten – ikke bare i procent, men i kroner og øre – som en del af forklaringen på, at det danske ejendomsmarked gik langt mere amok end i andre lande.
| Citat                                                                                  | Nedgangen på boligmarkedet er meget svær at stoppe på grund af den stigende ledighed, og så længe boligmarkedet har det svært, vil det private forbrug også have det svært. Så det vil i en del tid fremover være vanskeligt for det private forbrug at vokse af sig selv, uden at det får tilført stimulanser i form af frigivelse af SP-penge, lavere skatter, renoveringspuljer og den slags. Fordi boligfesten med enorme prishop frem til efteråret 2006 var særlig voldsom i Danmark, har vi samlet set kun udsigt til en langsom og forkølet økonomisk fremgang. Vi var helt fremme i verdensøkonomiens frontlinje på dette område, og derfor står vi nu også med en større og mere langtrukken nedgang end flere andre steder. | Citat |
| Hans Jørgen Whitta-Jacobsen, vismand og professor i økonomi ved Københavns Universitet | |       |